# Kefalóvryso (ort i Grekland, Epirus)
Kefalóvryso (Kefalovryso) är en ort i Grekland.   Den ligger i prefekturen Nomós Ioannínon och regionen Epirus, i den nordvästra delen av landet, 400 km nordväst om huvudstaden Aten. Kefalóvryso ligger 631 meter över havet och antalet invånare är 838.
Terrängen runt Kefalóvryso är kuperad åt sydost, men åt nordväst är den bergig. Runt Kefalóvryso är det mycket glesbefolkat, med 6 invånare per kvadratkilometer. Närmaste större samhälle är Kónitsa, 17,3 km öster om Kefalóvryso. Omgivningarna runt Kefalóvryso är en mosaik av jordbruksmark och naturlig växtlighet.